# Sunes skolresa
Sunes skolresa är en bok från 2011 i Suneserien av Anders Jacobsson och Sören Olsson.

## Handling
- Sune och hans klass åker på en skolresa i några dagar. Rudolf ställer upp och följer med på resan, och Sune bävar för hur han skall klanta sig och skämma ut honom inför "klassens alla snygga tjejer".

### Fotnoter
1. ↑  ”Sunes skolresa” (på engelska). Worldcat. 26 mars 2011. https://www.worldcat.org/title/sunes-skolresa/oclc/741261006&referer=brief_results. Läst 29 mars 2015.